# Martin Buchan
Martin Buchan (6 de março de 1949) é um ex-futebolista escocês.

## Carreira
Martin Buchan competiu na Copa do Mundo FIFA de 1978, sediada na Argentina, na qual a seleção de seu país terminou na 11º colocação dentre os 16 participantes.